# 오트마어 슈나이더
오트마어 슈나이더(독일어: Othmar Schneider, 1928년 8월 27일~2012년 12월 25일)는 오스트리아의 알파인 스키 선수로 1952년 동계 올림픽에서 남자 회전 금메달, 남자 활강 은메달을 획득했다.